# S-I-d
S-I-d — розроблена фірмою Skoda в 1935 р. як продовження серії танкеток MU-2, MU-4 і MU-6. За рахунок потужного гарматного озброєння являла собою мініатюрну самохідну протитанкову установку. 1938 року фірма Skoda виготовила та поставила 8 танкеток Югославії, де вони отримали позначення Т-32.

## Конструкція
Клепаний корпус коробчатої форми. У середній частині корпусу розміщувалася рубка, в лобовому листі якої встановлювалася 37-мм гармата (кут обстрілу по вертикалі −10…+25°, по горизонталі ±20 °) і кулемет. Двигун розташовувався ззаду, трансмісія — спереду. На даху рубки була командирська башточка.